# Juan Gelman
Juan Gelman (Buenos Aires, 3 maggio 1930 – Città del Messico, 14 gennaio 2014) è stato un poeta, scrittore e giornalista argentino.

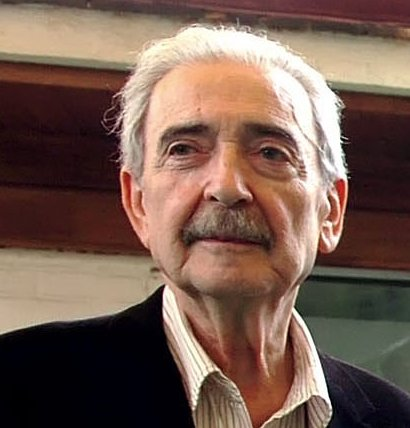
Juan Gelman, poeta argentino, vincitore del premio Cervantes nel 2007

Tra i maggiori poeti contemporanei di lingua spagnola, vincitore nel 2007 del Premio Cervantes, fu una delle voci poetiche più amate dell'America Latina, oltreché una figura di riferimento per intere generazioni nella resistenza alle dittature.

## Biografia
Gelman nacque a Buenos Aires, presso il barrio di Villa Crespo, il 3 maggio del 1930, figlio terzogenito di José Gelman Mirotchnik (1890-1964) e Paulina Burichson (1897-1982), ambedue immigrati ucraini d'origine ebraica. Si avvicina alla poesia fin da bambino, ascoltando il fratello maggiore recitare i versi dei grandi maestri della letteratura russa. Alla scrittura si dedica completamente verso gli anni cinquanta, abbandonando la facoltà di Chimica a cui poco prima si era iscritto.
Nel 1955 fonda il gruppo letterario El pan duro, costituito da giovani militanti comunisti, collettivo che nel 1956 pubblica il suo primo libro Violín y otras cuestiones, con prologo dello scrittore argentino Raúl González-Tuñón (1905-1974). Nel 1963, durante la dittatura di José María Guido, è incarcerato insieme ad altri scrittori comunisti. Liberato, in seguito alle vibranti proteste del mondo politico e intellettuale, abbandona il Partito Comunista argentino e si avvicina ai movimenti peronisti-guevaristi (Fuerzas Armadas Revolucionarias).
A partire dal 1967 inizia la sua attività di giornalista per varie riviste nazionali e internazionali. Nel 1975 per decisione del suo stesso gruppo politico abbandona l'Argentina, per poter proseguire dall'estero l'attività di opposizione alle politiche repressive già in atto nel paese, rifugiandosi prima a Roma e poi spostandosi tra Ginevra, Madrid, Managua, Parigi, New York, per stabilirsi infine in Messico. Nel frattempo, in seguito al colpo di Stato militare del 1976, che andava sotto il sinistro nome di Proceso de Reorganización Nacional il regime militare argentino sequestra e uccide suo figlio Marcelo Ariel e sua nuora Maria Claudia García Iruretagoyena, genitori di una bimba nata in carcere e della quale si perde ogni traccia. In questi stessi anni, perde anche moltissimi amici e compagni di cammino, poeti, giornalisti e autori importanti, quali Francisco Urondo, Miguel Ángel Bustos, Haroldo Conti, rapiti ed eliminati dalla dittatura, che diventeranno poi protagonisti ricorrenti di molte sue poesie. 
Grazie all'intervento di vari capi di Stato, la cui protesta è pubblicata su Le Monde, nel 1988 Gelman viene sollevato da ogni pendenza giudiziaria per la sua militanza di sinistra. Tuttavia Gelman respinge l'indulto promulgato dall'allora presidente argentino Carlos Menem, atto "di grazia" che contemporaneamente lasciava impuniti numerosi responsabili delle torture di quegli anni.
Nel 1990 vengono identificati i resti del figlio Marcelo, ucciso con un colpo alla nuca e sepolto in un bidone riempito di sabbia e cemento. Nel 1999 Gelman ritrova la nipote scomparsa, data in adozione a una famiglia di Montevideo.
Insieme alla nipote, che ha poi ripreso il nome dei suoi veri genitori (Macarena Gelman), ha portato avanti una battaglia civile per il riconoscimento dei diritti giuridici delle famiglie dei desaparecidos. Per oltre vent'anni, e fino alla sua morte (avvenuta all'età di 83 anni per una mielodisplasia), visse a Città del Messico con la seconda moglie, la psicologa argentina Mara La Madrid. Nel 2007 gli è stato attribuito il prestigioso Premio Cervantes. Le sue opere sono state tradotte in numerose lingue e pubblicate in tutto il mondo.
Alla sua morte il governo argentino ha decretato tre giorni di lutto nazionale, a onorare nella sua figura quella di chi seppe mantenere limpida la richiesta di giustizia e alta la dignità e la memoria di un'intera generazione spazzata via dalla brutalità della dittatura. Per queste ragioni in Argentina la sua persona è molto amata e riconosciuta, la sua opera, anche quella giornalistica, è diffusa e studiata, messa in scena e musicata.

### Premi
- 1980 Premio Mondello per la Letteratura (Italia)
- 1986 Premio Juan Bautista Alberdi (American Center for Economic Research)
- 1987 Premio de Poesía Boris Vian (Argentina)
- 1992 Premio Juan Bautista Alberdi (Argentina)
- 1994 Premio Konex. Diploma al mérito: Poesía (Argentina)
- 1997 Premio Nacional de Poesía (Argentina)
- 2000 Premio Juan Rulfo para la Literatura Iberoamericana y del Caribe (México)
- 2001 Premio Rodolfo Walsh a la labor periodística en el año (Argentina)
- 2003 Premio de Poesía José Lezama Lima de la Casa de las Americas cubana (Cuba)
- 2003 Premio di Poesia Lerici Pea "Golfo dei Poeti" (Italia)
- 2004 Premio Nacional de las Letras Teresa de Ávila (España)
- 2004 Premio Iberoamericano Ramón López Velarde (México)
- 2004 Premio Konex de Platino – Poesía: Quinquenio 1994 – 1998 (Argentina)
- 2004 Premio a la mejor obra de creación literaria para ‘País que fue será’ (Argentina)
- 2005 Premio Iberoamericano Pablo Neruda (Chile)
- 2005 Premio Internacional Nicolás Guillén, a su trayectoria literaria (Italia-Cuba)
- 2005 Premio Reina Sofía de Poesía Iberoamericana (España)
- 2006 Premio internazionale Festival di Poesia Civile Città di Vercelli (Italia)
- 2007 Premio Miguel de Cervantes (España)
- 2009 Premio Antílope Tibetano (Asociación de Poetas Chinos)
- 2010 Premio Escritor Gallego Universal (España)
- 2011 Premio al Mérito Cultural ”Carlos Monsiváis”, (México)
- 2011 Premio Poetas del Mundo Latino “Víctor Sandoval”, (México)
- 2012 Premio Leteo (España)

## Opere

### Poesia
- Violín y otras cuestiones (1956)
- El juego en que andamos (1959)
- Velorio del solo (1961)
- Gotán (1962)
- Cólera buey (1964)
- Traducciones III. Los poemas de Sydney West (1969)
- Fábulas (1971)
- Relaciones (1973)
- Hechos y relaciones (1980)
- Si dulcemente (1980)
- Citas y Comentarios (1982)
- Hacia el Sur (1982)
- Com/posiciones (1986)
- Interrupciones I (1986)
- Interrupciones II (1988)
- Anunciaciones (1988)
- Carta a mi madre (1989)
- Salarios del impío (1993)
- Dibaxu (1994)
- Incompletamente (1997)
- Valer la pena (2001)
- País que fue será (2004)
- Mundar (2007)
- De atrásalante en su porfía (2009)
- El emperrado corazón amora (2011)
- Hoy (2013)
- Amaramara (2014, postumo)

### Antologie
- Poemas, Casa de las Américas, La Habana, 1960.
- Obra poética, Corregidor, Buenos Aires, 1975.
- Poesía, Casa de las Américas, La Habana, 1985.
- Antología poética, Vintén, Montevideo, (1993).
- Antología personal, Desde la Gente, Instituto Movilizador de Fondos Cooperativos, Buenos Aires, 1993.
- En abierta oscuridad, Siglo XXI, México, 1993.
- Antología poética, Espasa Calpe, Buenos Aires, 1994.
- De palabra (1971-1987). Prefazione di Julio Cortázar, Visor, Madrid, 1994.
- Oficio Ardiente (2005), Patrimonio Nacional y la Universidad de Salamanca.
- Fulgor del aire (2007), Lom Ediciones, Santiago del Chile
- De palabra: Poesía III (1973-1989) (2008), Visor Libros, Madrid
- Bajo la luvia ajena (2009), Seix Barral, Barcelona
- Poesía reunida (2011), Seix Barral, Buenos Aires

### Prosa
- Prosa de prensa, Ediciones B, España, 1997
- Ni el flaco perdón de Dios/Hijos de desaparecidos (coautore con Mara La Madrid), Planeta, Buenos Aires, 1997
- Nueva prosa de prensa, Ediciones B Argentina, Buenos Aires, 1999
- Afganistan/Iraq: el imperio empantanado, Buenos Aires, 2001
- Miradas, Seix Barral, Buenos Aires, 2005
- Escritos urgentes, Capital Intelectual, Buenos Aires, 2009
- Escritos urgentes II, Capital intelectual, Buenos Aires, 2010
- El ciempiés y la araña, ilustraciones de Eleonora Arroyo, Capital intelectual, México, 2011

### Critica
- The Reasoning Behind the Act of Striking a Spent Match / Hernán Fontanet, 2019.
- Juan Gelman y su tiempo: Historias, poemas y reflexiones / Hernán Fontanet, 2015.
- Gelman. Un poeta y su vida / Hernán Fontanet, 2015.
- Achugar, Hugo: La poesía de Juan Gelman o la ternura desatada. 1985, Hispamérica, 41, pp. 95–102
- Balbuena, Monique R., Homeless Tongues: Poetry and Languages of the Sephardic Diaspora, Stanford, CA, Stanford University Press, 2016, ISBN 978-0-8047-9749-8.
- Correa Mujica, Miguel: Juan Gelman y la nueva poesía hispanoamericana. Espéculo. Revista de estudios literarios, n. 18, 2001. On line:
- Dalmaroni, Miguel: Juan Gelman: contra las fabulaciones del mundo. Buenos Aires, 1993
- Fabry, Geneviève: La escritura del duelo en la poesía de Juan Gelman. Anuario de Estudios Filológicos, XVIII, 2005, pp. 55–69
- Freidemberg, Daniel: La poesía de Gelman: cuando surgen las palabras. El País Cultural, vol. 17, n. 415, 1997. On line:
- Montanaro, Pablo: Juan Gelman, esperanza, utopía y resistencia. Buenos Aires, 2006
- Varela de Rozas, Beatriz: Juan Gelman, poeta argentino. Literatura Perseguida, 2004.
- Victoria Suárez, María: Cuando un poema es más efectivo que una bala: Incompletamente de Juan Gelman. La Nación, 1999.

### Edizioni italiane
- Gotán, Guanda, 1980, trad. di Antonella Fabbri, ISBN 978-88-7746-083-7
- Lettera a mia madre, Guanda, 1999, trad. di Laura Branchini, ISBN 978-88-8246-192-8
- Nel rovescio del mondo, Interlinea, 2003, trad. di Laura Branchini, ISBN 978-88-8212-426-7
- Doveri dell'esilio, Interlinea, 2006, trad. di Laura Branchini, ISBN 978-88-8212-554-7
- Valer la pena, Guanda, 2007, trad. di Laura Branchini, ISBN 978-88-8246-751-7
- Antologia della poesia argentina contemporanea, trad. di Emilio Coco, 2007, Sentieri Meridiani Edizioni, ISBN 978-88-95210-04-9
- sotto, Kolibris Edizioni, 2011, trad. di Alessandro Ghignoli, ISBN 978-88-96263-45-7
- com/posizioni, Rayuela edizioni, 2011, trad. di Laura Branchini, ISBN 978-88-97325-03-1
- L'accanito cuore amora, Il Ponte del Sale, 2014, trad. di Stefano Strazzabosco, ISBN 978-88-89615-57-7
- Il Millepiedi e il ragno, Burritos Edizioni, 2017, trad. di Laura Branchini, ISBN 978-88-94042-11-5
- com/posizioni, Asinelli Editori, 2023, trad. di Laura Branchini, ISBN 9791280180018